# Chrysops
Chrysops – rodzaj owadów z rodziny bąkowatych (Tabanidae)

## Występowanie
Występują w krajach Europy, Azji i Afryki, w Europie Środkowej znanych jest kilka gatunków, najpospolitszy jest ślepak pospolity (Chrysops caecutiens). Występują głównie latem, w okresie od maja do sierpnia, szczególnie aktywne w dni upalne podczas nadciągania burz i opadów deszczu.

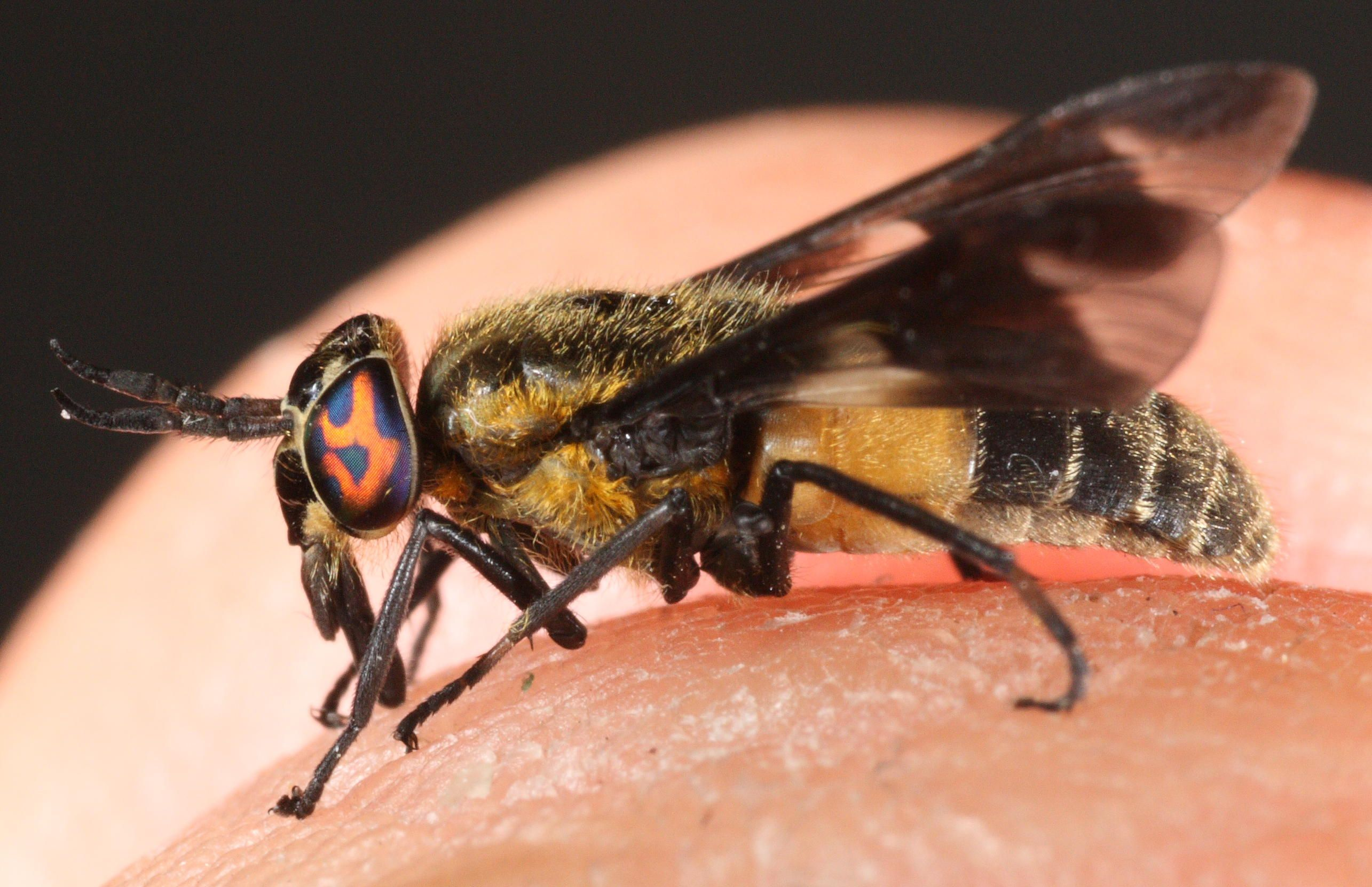
Chrysops caecutiens

Rodzaj obejmuje kilkadziesiąt gatunków. Gatunki występujące w Polsce określane są zwyczajową nazwą ślepak:
- ślepak pospolity (Chrysops caecutiens)
- ślepak czarnożółty (Chrysops relictus)

## Opis
Owady z tego rodzaju cechują duże, opalizujące oczy w złote i czerwone paski. Mają przydymione, plamiste skrzydła. Samice mają na żółtawym odwłoku czarną plamę w kształcie litery "V". 

## Odżywianie
Samice odżywiają się krwią, głównie koni, ale również innych zwierząt gospodarskich, a także ludzi. Przebijając skórę, powodują bolesne ukłucia i wysysają krew. Ich ślina może powodować reakcje alergiczne. Samce żywią się nektarem. Larwy rozwijają się w wodzie, żyją w mule prowadząc drapieżny tryb życia.